# Kevi Jonny
Kevi Jonny Leite Santos Falcão (Senhor do Bonfim, 4 de setembro de 1994) é um cantor e compositor brasileiro.

## Biografia e carreira artística
Kevi Jonny Leite Santos Falcão nasceu em Senhor do Bonfim, cidade localizada no centro norte da Bahia, conhecida pelo seu tradicional São João, além de ser considerada a capital baiana do forró. O pai dele é taxista e sua mãe cabeleireira, seus tios são músicos, outros são cantores, e sempre teve incentivo da família para seguir na música.
Começou sua carreira aos 15 anos, se destacando no festival da escola com sua primeira composição "Como é que faz", e assim criou uma banda de baile com colegas no colégio onde cantava variados estilos como sertanejo e pagode, assim se manteve até os 18 anos em Senhor do Bonfim, sua cidade natal.
Já em 2014, foi atrás dos seus sonhos, e decidiu mudar para Salvador, o sucesso veio a tona em 2017 quando foi interprete da canção "A Moça do Espelho" composta pelo seu amigo cantor e compositor Tierry dono de vários hits de diversos cantores brasileiros. Kevi Jonny foi o primeiro interprete da canção logo após sendo regravada posteriormente pelos artistas Jonas Esticado, Zé Neto & Cristiano, Harmonia do Samba e do próprio Tierry.
Kevi também tem várias composições somando são mais de 30 músicas autorais que já foram gravadas por diversos artistas do âmbito nacional como "Olhares Sinceros" (Jorge e Mateus), "Falsiane" (Samira Show), “Diarista”, “Tá osso”, “Balada e Contatinho”, “Tirititi” “Nunca na história” e “Só vou apostando” (Tayrone). Além de diversos outros sucessos já gravados por Henrique e Diego, Psirico, Léo Santana e muitos outros artistas.
Em 2018, lançou o seu CD Promocional, intitulado "É Amor que Fala" que dava nome a sua música de trabalho, atualmente já possui mais de 1 milhão de visualizações no youtube. O álbum foi composto por 18 faixas que contavam com um repertório variado, e com composições autorais além da participação de Tayrone.
No ano de 2019, Kevi lançou seu álbum e conseguiu bater mais de 2 milhões de reproduções nas plataformas digitais em menos de dois meses e como destaques estavam "Quando seu Namorado for Eu ","Motivos para Beber" ,"Baby vira Bêbo" .
Em 2020, Kevi Jonny lançou seu primeiro DVD, intitulado "Até o Último Gole"  gravado em 10 de março de 2020 em um luxuoso Hotel em Salvador. Esse DVD contou com participações de artistas com grande prestigio no nordeste Priscila Senna, Tierry, e o 'pai da sofrência', o cantor Pablo.
No dia 13 de março Kevi Jonny lança a canção "Dona Encrenca" um dos grandes sucessos do cantor, e que faz parte do seu novo DVD, com participação de Tierry no canal do youtube, contando com mais de 1 milhão de visualizações.
Já tendo dividido o palco com grandes nomes da música brasileira como Henrique & Juliano, Tayrone, Marília Mendonça, Pablo e Bruno & Marrone, Kevi Jonny é a grande promessa do arrocha e da atual música exportada da Bahia.
Kevi também gravou a música "Eu Namoro Com Você e Você Não" com a cantora Anna Catarina.

## Vida pessoal
Em 2019, Kevi Jonny foi apontado como affair da dançarina Lorena Improta considerado como pivô da dançarina e o cantor Léo Santana ex-casal que havia se separado em maio do mesmo ano. A notícia se espalhou nos sites e sacudiu os bastidores dos famosos baianos, fazendo acreditar que estariam vivendo um romance.
No entanto,logo sua assessoria negou romance dizendo a relação entre o cantor Kevi Jonny e Lorena Improta é de amizade. Amizade esta que se iniciou há uns anos, quando os dois gravaram um clipe juntos. Qualquer outra informação é boato e não procede" 
Depois desse episódio, muitas pessoas passaram a segui-lo nas redes sociais e a conhecer sua música: "De uma certa forma foi bom, foi positivo. Dizem que eu espalhei isso para ganhar mídia. Ganhei mesmo. Mas não espalhei nada. Não sou biscoiteiro e não preciso disso. Sei do talento que eu tenho." disse o cantor em uma entrevista.
Em 2020 em sua live no canal youtube onde foi convidado pelo amigo, o cantor e compositor Tierry, Kevi foi questionado por Tierry sobre relação com fãs , o cantor respondeu. "Não vejo problema nenhum de ficar com fã, problema é ficar com 'desfã'", brincou Kevi Jonny.